# Crenulosepta
Crenulosepta es un género de foraminífero bentónico de la subfamilia Pseudofusulininae, de la familia Schwagerinidae, de la superfamilia Fusulinoidea, del suborden Fusulinina y del orden Fusulinida. Su especie tipo es Crenulosepta inyoensis. Su rango cronoestratigráfico abarcaba desde el Sakmariense hasta el Artinskiense (Pérmico inferior).

## Discusión
Clasificaciones más recientes incluyen Crenulosepta en la superfamilia Schwagerinoidea, y en la subclase Fusulinana de la clase Fusulinata. Algunas clasificaciones incluyen Crenulosepta en la familia Pseudofusulinidae. Clasificaciones previas hubiesen incluido Crenulosepta en la subfamilia Pseudoschwagerinae.

## Clasificación
Crenulosepta incluye a las siguientes especies:
- Crenulosepta delicata †
- Crenulosepta fusiformis †
- Crenulosepta inyoensis †
- Crenulosepta rossi †
- Crenulosepta wahlmani †